# Gerard Albadalejo Castaño
Gerard Albadalejo Castaño es un entrenador de futbol nascut a Barcelona. Actualment, entrena al Club Tennis Lleida.

## Trajectòria

### Com a jugador
És un davanter format al futbol base de L'Horta i durant la seva carrera va jugar en equips modestos com la UE Sant Andreu, Turo de Peira, U.E. Vilassar de Mar, fins a la seva retirada al Cerdanyola del Vallès, amb el que va patir una lesió del cinquè metatarsià i va abandonar el futbol als 26 anys.

### Com a entrenador
Va començar la seva carrera com a entrenador a les categories inferiors del Club de Futbol Turó de la Peira al qual va dirigir des de benjamí fins a Territorial Preferent. Gerard també passaria per l'equip cadet de l'UDA Gramanet i el juvenil A de l'UE Vilassar de Mar.
Al juliol de 2012, signa com a segon entrenador del Club Lleida Esportiu de la Segona Divisió B d'Espanya, on estaria durant tres temporades, formant part dels cossos tècnics de Toni Seligrat, Imanol Idiakez i Emili Vicente.
A les temporades 2015-16 i 2016-17, seria entrenador del filial del Club Lleida Esportiu.
Al juliol del 2017, es fa càrrec del primer equip del Club Lleida Esportiu de la Segona Divisió B d'Espanya. El 29 de novembre de 2017, aconseguirien eliminar la Reial Societat en vèncer per dos gols a tres a Anoeta, en els setzens de la Copa del Rei.
Gerard dirigia al conjunt lleidatà durant temporada i mitja, fins a la seva destitució el 4 de febrer del 2019.
El 29 de desembre de 2019, signa com a entrenador de l'Oriola CF de la Segona Divisió B d'Espanya, al qual dirigeix fins al 16 de març de 2021.
El 3 de febrer de 2022, signa pel Club Esportiu Europa de la Segona Divisió RFEF.
El 28 de juny de 2022, signa per l'Atlètic Saguntí de la Segona Divisió RFEF. El 31 de gener de 2023, és destituït i rellevat per Sergio Escobar.